# Ivan Jarigin
Ivan Jarigin, född den 7 november 1948, död 11 oktober 1997, var en sovjetisk brottare som tog OS-guld i tungviktsbrottning i fristilsklassen 1972 i München och därefter OS-guld igen i samma viktklass 1976 i Montréal. 